# Rańsk
Rańsk (niem. Rheinswein) – wieś w Polsce położona w województwie warmińsko-mazurskim, w powiecie szczycieńskim, w gminie Dźwierzuty, na Mazurach. 
Średniej wielkości wieś o zwartej zabudowie, biegnącej wzdłuż brzegu Jeziora Rańskiego. Jest tu m.in. poczta, kościół, cmentarz. Wieś leży przy drodze wojewódzkiej nr 600, przy Jeziorze Rańskim. Przez wieś przepływa rzeczka wypływająca z Jeziora Rańskiego, zasilająca znajdujące się we wsi stawy rybne, płynąca następnie do Babięt Wielkich. 

## Historia
Wieś powstała w 1496 r., z nadania wielkiego mistrza Henryka Reußa von Plauena dla braci Küchmeister von Sternberg. W tym czasie powstały tu wielkie dobra ziemskie, nazywane od Jeziora Rańskiego - rańskimi. Majątek ten przetrwał aż do 1780 r. Pod koniec XVIII w. poszczególne majątki-wsie uzyskały samodzielność i przeszły w posiadanie innych rodów. Rańsk należał do rodziny von Boyen, potem do von Taubenheim, von Gröben i von Berg. Na początku XX w. cześć majątku w Rańsku rozparcelowano, ale pozostał w okrojonej postaci jako dobra szlacheckie.
Kościół ewangelicki wybudowano w 1827 (obecnie filiał Kościoła Ewangelicko-Augsburskiego w Szczytnie). Na początku XX w. we wsi mieszkało około 200 osób, była gorzelnia, młyn wodny i kościół.
Do 1954 roku siedziba gminy Rańsk, następnie do 1961 roku gromady Rańsk, po zniesieniu jej w gromadzie Orzyny, od reformy administracji w 1973 w gminie Dźwierzuty. W latach 1975–1998 miejscowość położona była w województwie olsztyńskim.

## Zabytki
- Zespół dworski - zachowało się część budynków folwarcznych, m.in. czworak, obora oraz zespół budynków dawnego młyna
- Budynek dawnej mleczarni (z wysokim kominem).
- Szkoła, pierwotnie jednoklasowa z przełomu XIx i XX w.
- Kościół ewangelicki, zbudowany w latach 1815-1817, murowany, z szachulcowym szczytem. We wnętrzu dziewiętnastowieczny ołtarz kolumnowy oraz tablice z nazwiskami żołnierzy - mieszkańców parafii, poległych w czasie wojny z lat 1813-1814 i 1918. Zabytkowy jest także żeliwny piec.
- Budynek plebanii.

Zobacz też: Rańsko